# Église Santa Maria della Neve al Colosseo
Pour les articles homonymes, voir Église Sainte-Marie.
L'église Santa Maria della Neve al Colosseo (en français : Sainte-Marie-des-Neiges-au-Colisée) est une église romaine située dans le rione de Monti l'angle de la via del Colosseo et de la via del Cardello. Elle est dédiée à Notre Dame des Neiges et est officiellement rattachée à l'église Santa Maria ai Monti.

## Historique
Les origines de l'église remonteraient au XIIe siècle avec différents édifices qui se sont succédé et ont porté les noms de Sant'Andrea de Tabernula puis de Sant'Andrea de Portugallo. 
L'église actuelle, entièrement reconstruite, est possiblement l'œuvre de l'architecte Francesco Fontana qui l'aurait terminée vers 1607 à la suite d'une commande des membres de l'université des Rigattieri auxquels elle a été allouée au tournant du XVIIe siècle. Vers 1800, elle est confiée à la confraternité Santa Maria della Neve qui lui donne depuis son nom de Notre Dame des Neiges.
Au XXe siècle, l'église devient le lieu de culte subsidiaire de l'église Santa Maria ai Monti et un lieu de prière de la communauté de Sant'Egidio.

## Architecture et ornements
L'église présente un plan de nef unique et une façade de style baroque. Les trois autels sont ornés de peintures du XVIIe siècle représentant sur celui de droite le Baptême de Jésus, sur le maître-autel une Annonciation et sur l'autel de gauche Saint François et Sainte Claire.